# Zdzisław Jakubowski
Zdzisław Jakubowski (ur. 1 lutego 1900 w Tarnowie, zm. 27 lipca 1920 w okolicach wsi Krupy k. Łucka) – podporucznik pilot Wojska Polskiego, kawaler Orderu Virtuti Militari.

## Życiorys
Syn Józefa i Heleny z Puchalskich. Szkołę średnią skończył w Tarnowie, jako 16 letni uczeń VI klasy gimnazjum w czerwcu 1916 roku wstąpił do Legionów. Został przydzielony do 3 pułku piechoty. Brał udział we wszystkich walkach pułku na Wołyniu, aż do końca 1917 roku. W czasie krótkich urlopów zdawał eksternistycznie kolejno egzaminy z klasy VI i VII. W końcu roku 1917 rozpoczął przyśpieszoną naukę w ostatniej klasie gimnazjum, którą ukończył w lutym 1918 roku. 
Po rozformowaniu Legionów Zdzisław Jakubowski został wcielony do armii austriackiej. Pełnił służbę do końca października 1918 roku. 30 października przybył na urlop do Krakowa. Uczestniczył w rozbrajaniu wojsk austriackich na początku listopada i natychmiast wstąpił do tworzonego Wojska Polskiego. Zgłosił się do tworzonych oddziałów lotniczych w Rakowicach. Po wybuchu wojny polsko-ukraińskiej razem z eskadrą został przeniesiony do Przemyśla. Tutaj służył jako obserwator. W czasie walk o Lwów wielokrotnie latał do oblężonego miasta przewożąc amunicję oraz pocztę. 
Od 24 marca do 9 czerwca 1919 roku był uczniem klasy „N” Szkoły Podchorążych Piechoty. 21 czerwca 1919 został mianowany z dniem 1 czerwca 1919 podporucznikiem wojsk lotniczych i przydzielony do Inspektora Wojsk Lotniczych. Wkrótce Zdzisław Jakubowski ukończył Francuską Szkołę Pilotów w Warszawie. W maju i czerwcu 1920 roku został skierowany na kurs lotnictwa bojowego do Poznania. Po jego ukończeniu otrzymał przydział do 21 eskadra niszczycielskiej. W czasie wojny polsko-bolszewickiej został skierowany na front. 15 lipca, z ppor. obs. Olgierdem Tuskiewiczem, przeprowadził rozpoznanie na  trasie Łuck—Równe—Dubno. Podczas lotu ich samolot został poważnie uszkodzony przez artylerię przeciwlotniczą (trafione został stery, śmigło i silnik). Załoga była zmuszona lądować przymusowo na terenach zajętych przez nieprzyjaciela, podpalić samolot i pieszo przedzierać się do własnych oddziałów. 27 lipca 1920 roku, w czasie lotu bojowego ze swoim mechanikiem st. szer. Andrzejem Antoszczakiem, ich samolot miał awarię silnika nad terenem zajętym przez nieprzyjaciela. Zostali zaatakowani przez oddział Armii Czerwonej i zabici podczas wymiany ognia. 19 stycznia 1921 został zatwierdzony z dniem 1 kwietnia 1920 w stopniu porucznika, w Wojskach Lotniczych, w grupie oficerów byłych Legionów Polskich.

## Ordery i odznaczenia
- Krzyż Srebrny Orderu Virtuti Militari nr 8133 – pośmiertnie 27 lipca 1922[12]
- Medal Niepodległości – pośmiertnie 25 lipca 1933 „za pracę w dziele odzyskania niepodległości”[13]
- Polowa Odznaka Pilota – pośmiertnie 11 listopada 1928 „za loty bojowe nad nieprzyjacielem w czasie wojny 1918-1920”[14]